# 鼓ヶ滝 (熊本市)
鼓ヶ滝（つづみがたき）は、熊本県熊本市西区河内町野出にある滝。歌枕として知られる。

## 概要
金峰山県立自然公園を流れる河内川にあり、金峰山の西麓、河内町野出地区と松尾町平山地区の境付近に位置する。向かって右が男滝、左が女滝と呼ばれる。滝の南側にある岩場の平坦な部分には「歌詠場」の名が付く。
景勝地・肥後耶馬渓の見所の1つ。熊本市の「水遺産」に登録され、「熊本県平成の名水百選」の第1番にも定められている。

## 歴史
『肥後国誌』によれば、滝の音が鼓の音に似ることからこの名がついたという。
平安時代の歌人で、その晩年、肥後の白川のほとりに庵を結び、鼓ヶ滝から近い岩戸観音へ日参したと伝えられる檜垣の『檜垣嫗集』には、鼓ヶ滝を見て、として
「音にきくつゝみか瀧をうちみれは　たゝ山川のなるにそ有ける」
の歌が載る。
また、『拾遺和歌集』には、檜垣とも親交があり、三十六歌仙の1人で清少納言の父として知られる肥後国司・清原元輔がこの滝を訪れたとき、法師が詠んだ歌として同じ歌が載る。
『拾遺集』（巻第九・雑下・556）には、「清原元輔肥後守に侍りける時、かのくにのつづみのたきといふ所を見にまかりたりけるに、ことやうなる法師のよみ侍りける『おとにきくつづみのたきをうち見ればただ山河のなるにぞ有りける』」とあり、また、太宰大弐藤原佐理の所に身を寄せていた源重之の家集である『重之集』（下・173～174）には「大弐つねにうたよませけり、つづみのたきを『おとにきくつづみのたきをうちみればただ山がはのなるにぞありける』」と「つづみのたきはこれにまさりてよむ人あらじ、されどただにやはとて『山川はわかるる（山河にふかるる）ふえのあればこそつづみのたきにあわもまふらめ（まくらめ）』」の2首がある。『檜垣嫗集』にも前者と同様の歌があるが、同書は後人による書とされており、檜垣の歌である信憑性は薄い。

## 交通アクセス
- 九州産交バス岩戸観音入口バス停より徒歩5分
- 熊本市街から河内方面へ車で約35分